# Karpatneftechim
Koordinaten: 49° 4′ 26,7″ N, 24° 18′ 11,6″ O
Karpatneftechim (russisch Карпатнефтехим, ukrainisch Карпатнафтохім) ist ein Chemiewerk in Kalusch in der Westukraine. Das Werk wurde in den 1970ern als „Oriana“ eröffnet und gehört seit dem Jahr 2000 der russischen Lukoil. Es besteht aus einer Chlor-Alkali-Elektrolyse und einem petrochemischen Zweig.
Das in einem Steamcracker (Kapazität 250.000 t im Jahr) gewonnene Ethylen wird zur Produktion von Polyethylen (PE) und Vinylchlorid verwendet. Das Vinylchlorid wird zu Polyvinylchlorid (PVC) polymerisiert. Über eine Ethylenpipeline wird außerdem das Werk TVK in Ungarn beliefert.